# Gisbert (Fernsehserie)
Gisbert ist eine Fernsehserie von und mit Hape Kerkeling, die 1998 vom WDR produziert wurde. Sie lief in Deutschland erstmals 1999.
Die von Hape Kerkeling verkörperte Hauptfigur Gisbert ist ein Mitarbeiter einer Zeitarbeitsfirma, der in jeder Folge eine andere Aufgabe bekommt und in dieser durch seine tollpatschige Art versagt. Am Ende jeder Episode lautet Gisberts Fazit: „Ich wollte doch nur helfen!“. Gisbert trägt offensichtlich keinen Familiennamen und wird von Fremden stets nur „Herr Gisbert“ genannt.
Weitere wiederkehrende Figuren sind Frau Schlacke (Hella von Sinnen), die Chefin der Arbeitsvermittlung, und Herr Faulhaber (Ralph Morgenstern), ein weiterer Mitarbeiter der Firma und im Gegensatz zu Gisbert stets gewissenhaft und vielseitig talentiert. Zudem treten Isabel Varell, Maren Kroymann, Gottfried Vollmer und Tana Schanzara in mit jeder Folge wechselnden Rollen auf. Zusätzlich wurden noch Gastrollen besetzt, unter anderem auch von Elke Sommer, Harald Schmidt, Zachi Noy und Katja Ebstein. In der letzten Folge sind die damalige Bundestagsvizepräsidentin Antje Vollmer und der damalige WDR-Intendant Fritz Pleitgen als Gäste zu sehen.

## Episoden
| Nr. | Originaltitel | Zusammenfassung | Erstausstrahlung D | Drehbuch                      | Episodendarsteller                                                              |
| --- | ------------- | --- | ------------------ | ----------------------------- | ------------------------------------------------------------------------------- |
| 1   | Gute Reise    | Als Schaffner eines Fernzuges verpasst Gisbert bei der Abfahrt das rechtzeitige Einsteigen und fährt dem Zug daraufhin im Taxi hinterher. | 10. Mai 1999       | Kelly Hopkins, Hape Kerkeling | Elke Sommer                                                                     |
| 2   | Supermarkt    | Gisbert wird Ladendetektiv in einem Supermarkt. Nebenbei muss er noch gemeinsam mit Stargast Katja Ebstein eine Werbeaktion für Honig durchführen. | 17. Mai 1999       | Hape Kerkeling                | Katja Ebstein, Dorothea Walda                                                   |
| 3   | Reklame       | Gisbert übernimmt eine Urlaubsvertretung in einer Werbeagentur und sorgt unter anderem dadurch für Chaos, indem er die Entwürfe für zwei konkurrierende Getränkemärkte vertauscht. | 31. Mai 1999       | Thomas Letocha, Andreas Föhr  | Harald Schmidt, Johanna König, Hans-Joachim Heist, Stephen Dürr                 |
| 4   | Staatsempfang | Herr Faulhaber wird für einen Empfang zu Ehren der Königin von Moldanien als Dolmetscher verpflichtet. Gisbert fährt ihn zum Empfang, wird dort aber irrtümlich selbst für den Dolmetscher gehalten. Da er der moldanischen Sprache nicht mächtig ist, kommt es zu einiger Verwirrung. | 7. Juni 1999       | Hape Kerkeling                | Herbert Meurer, Zachi Noy                                                       |
| 5   | Therapie      | Frau Schlacke schickt Gisbert zu einem psychologischen Seminar. Die Sinnhaftigkeit der dortigen Übungen erscheint ihm jedoch zweifelhaft. | 14. Juni 1999      | Hape Kerkeling                | Amina Gusner, Samy Orfgen                                                       |
| 6   | Klassenfahrt  | Gisbert wird Dozent eines Deutschkurses für Ausländer. Als er erfährt, dass seine Klasse am selben Tag an einem Empfang im Rathaus teilnehmen soll, verläuft die Fahrt dorthin nicht ohne Hindernisse.                                                                                 | 21. Juni 1999      | Andreas Föhr, Thomas Letocha  | Antje Vollmer, Fritz Pleitgen, Anka Zink, Kai Helm, Erich Bar, Dada Stievermann |